# Tauno Honkasalo
Tauno Bruno Honkasalo, född 17 augusti 1912 i Nystad, död 1975, var en finländsk geodet. 
Honkassalo, som var son till direktör Bruno Rudolf Homkasalo (till 1906 Ekqvist) och Amanda Antonen, blev student 1931, filosofie kandidat och filosofie magister 1937 samt filosofie doktor 1951.
Han kallades att mäta internationella standardbaslinjer med ljusinterferens i Argentina 1953, Nederländerna 1957, Västtyskland 1958 och 1961, Portugal 1962 och Östtyskland 1964. Han var tillförordnad yngre statsgeodet 1937–1939, ordinarie 1940–1959, samt äldre statsgeodet och professor från 1959. Han var assistent i geodesi vid Tekniska högskolan 1945–1954 och tillförordnad professor 1954–1955. Han var docent i geodesi vid Helsingfors universitet från 1957.
Han var geodet vid gränskommittén för riksgränsuppgörelse 1940 och 1944.
Han skrev Measuring of the 864 m-long Nummela Standard Base Line with the Väisälä Light Interference Comparator and some Investigations into Invar Wires (akademisk avhandling, 1950) och Gravity Survey of Finland in the Years 1945–1960 (1962).
Han blev korresponderande ledamot av Academia Argentina de Geografia 1963 samt var arbetsledare i Geografiska sällskapet i Finland 1951 och ordförande i Geofysiska sällskapet i Finland 1958.

## Utmärkelser
Asteroiden 1699 Honkasalo är uppkallad efter honom.